# Братислав Ристић Ћуре
Братислав Ристић (рођен 1. априла 1954) је југословенски вицешампионски боксер родом из Прокупља. Такмичио се у мушкој дисциплини у перој категорији на Летњим олимпијским играма 1976. године и бранио боје Топличанина, угледног прволигаша велике Југославије. На Летњим олимпијским играма 1976. победио је Мохамеда Иоунеса Нагуиба и Густава де ла Цруза, пре него што је изгубио од Лешека Коседовског.
Ћуретова каријера је трајала пуних 20 година, за време које је имао 536 мечева, са импресивним скором од 501 победе, 27 изгубљених и 8 нерешених борби.
На европским и светским шампионатима освојио је две сребрне медаље, изгубивши у финалу од кубанских боксера, који су поред југословенских и руских били светска сила.
Након тога је започео успешну тренерску каријеру и за двадесет година истренирао је чак 51. шампиона.